# Słoboda (obwód czerniowiecki)
Słoboda (ukr. Слобода) – wieś na Ukrainie, w obwodzie czerniowieckim, w rejonie wyżnickim, w hromadzie Nowosielica. W 2023 liczyła 662 mieszkańców.